# オーギュスト・コント
イジドール・オーギュスト・マリー・フランソワ・グザヴィエ・コント（フランス語: Isidore Auguste Marie François Xavier Comte、1798年1月19日 - 1857年9月5日）は、フランスの社会学者、哲学者、数学者、総合科学者。1817年からアンリ・ド・サン＝シモンの教えをうけ、助手を務めたこともあったが、1824年にけんか別れした。1841年から1847年までジョン・スチュアート・ミルと親交があった。「社会学」という名称を創始し、彼の影響を受けた英国のハーバート・スペンサーと並んで社会学の祖として知られる。『社会再組織に必要な科学的作業のプラン』、『実証哲学講義』、『通俗天文学の哲学的汎論』、『実証精神論』などの著作がある。生涯を在野の学者として過ごし、パリで死去した。

## 概要
1798年1月19日、コントは南フランスのモンペリエに生まれた。
1814年パリの高等教育機関エコール・ポリテクニックに入学を果たしたが、卒業を前に大学で起きた騒動の首謀者とされて退学処分を受けた。結局、復学せずに1817年以降アンリ・ド・サン＝シモンの秘書となってその薫陶を受けたが、1824年に絶縁した。コントはサン=シモンから得た思想を体系化させていき、革命と王政復古後の混乱にあったフランスの再建を志して、1822年に『社会再組織に必要な科学的作業のプラン』を執筆した。サン=シモンから自立したコントは数学の家庭教師をしながら生計をたて、1826年には自宅で実証哲学の講義を開始するようになった。
コントはフランス革命後の市民社会の危機克服を生涯の念願として社会再組織の原理確立に努め、1830年から1842年にかけて『実証哲学講義』を全六巻で刊行した。コントは、人間の知識を神学的/形而上学的/実証的の三段階を経るとし、最後の段階で真に予見が可能となる科学的知識に至るとした。そして、実証科学の体系を、単純から複雑の順に、数学・天文学・物理学・化学・生物学・社会学の六つの領域に分類し、社会学を社会静学と社会動学に分けてそれぞれの任務を明らかにした。
「社会学の父」と称されるが、晩年には交際していた女性クロティルド・ド・ヴォーの死によって宗教的傾向を強め、「人類教」を唱えて自らその大祭司となるなど、かつての科学主義を離れた。1857年9月5日、パリで病没した。

## 経歴

### 誕生
1798年1月19日、コントはフランス共和国の南部・地中海に面したオクシタニー地域圏のエロー県の都市モンペリエで生まれる。
父は徴税官を務めるルイ・オーギュスト・コント、母は旧姓ロザリ・ポワイエという女性で、両親は1796年12月31日に結婚して、間もなくこの二人の夫婦の間にコントは長男として誕生した。その後、一家には妹が一人、そして二人の弟が生まれた。両親は熱心なカトリック信者で王党派の支持者であった。したがって、両親は長男に立派なカトリック信者となってもらいたいとの願いから聖母マリアや聖人たちの名をつけ、イシドール・オーギュスト・マリー・フランソワ・グザヴィエ・コントと命名する。
フランス革命以降、フランスでは第一共和政が樹立され、啓蒙の名のもとに 非キリスト教化運動が進められていた。恐怖政治期を通じて教会堂は没収され、司祭は追放されるか投獄され、モンペリエ大聖堂は「理性の神殿」に改装された他、サント・ユーラリ教会は倉庫として利用された。1794年の「理性の神殿」除幕式では、ニコラ・アンドレ・フェランという帽子職人が演壇に立ち、「久しく欺瞞によって汚され、今も虚偽の悪臭を放っている本祭壇に、今こそ、私は真理の香気を与えようと思う」と除幕演説をおこなった。そして、ユダヤ人で美女として知られたジュリーが「理性の女神」に扮して行進が執り行われた。モンペリエの町にもギロチンが設置され、王党派と司祭たちが次々と処刑され、モンペリエ大聖堂の参事であったジャン・ピエール・コントが処刑されるなどコント家の親族にも犠牲者が出た。

### 学業期
革命後、フランスは未だ初等教育が未整備であったため、コントは幼少期に近所の老人から読書算を学んだ。
1802年、国民公会が定めた「中央学校令」に基づき、全国各地に中等教育機関としてリセが設置された。1806年、コントは9歳に入ると寄宿生としてリセに入学することになる。当時のリセは軍隊式の寄宿生活を教育方針とし、文系教科として古典のラテン語、数学をはじめとする理系教科が設定された。コントは文理両教科で共に優秀な成績をおさめた。1812年にはエコール・ポリテクニック入学に必要な学力を修養していたが、年齢資格を満たしていなかったためしばらくリセに留まった後、1814年に同校に入学試験を受けて合格を果たした。コントはナポレオン体制の反動的支配と両親から離れてリセでの息苦しい軍隊教育を受ける中でカトリック信仰を捨てて、やがて共和主義者へとなっていく。
1814年はナポレオンがロシア遠征に失敗して諸国民戦争でプロイセンと連合軍に敗北、パリに帰還後に退位した。戦勝国はウィーン条約を締結して、フランス帝国の占領地域を分割し、フランスにブルボン朝を再興させることを承認した。
ちょうどこの年、コントは念願のエコール・ポリテクニックに入学を果たした。 エコール・ポリテクニックは理工科大学校とも訳されるが、性格的には防衛大学校に近く、学校教育のモットーは「祖国、科学、栄光のため」であり、多数の生徒がパリ防衛戦（1814年）に参加し、帰らぬものとなった。エコール・ポリテクニックは1794年に数学者のガスパール・モンジュ、軍事学者であり陸軍大臣のラザール・カルノーの発案によって国民公会が設置した総合科学教育機関で、リセで優秀な成績を収めた生徒を対象とした高等教育の場であった。教授には数学者ジョゼフ・フーリエ、ジョゼフ＝ルイ・ラグランジュ、電気学者のアンドレ＝マリ・アンペール、化学者ペルトレが務めていた。コントはエコール・ポリテクニークで数学を専攻した。

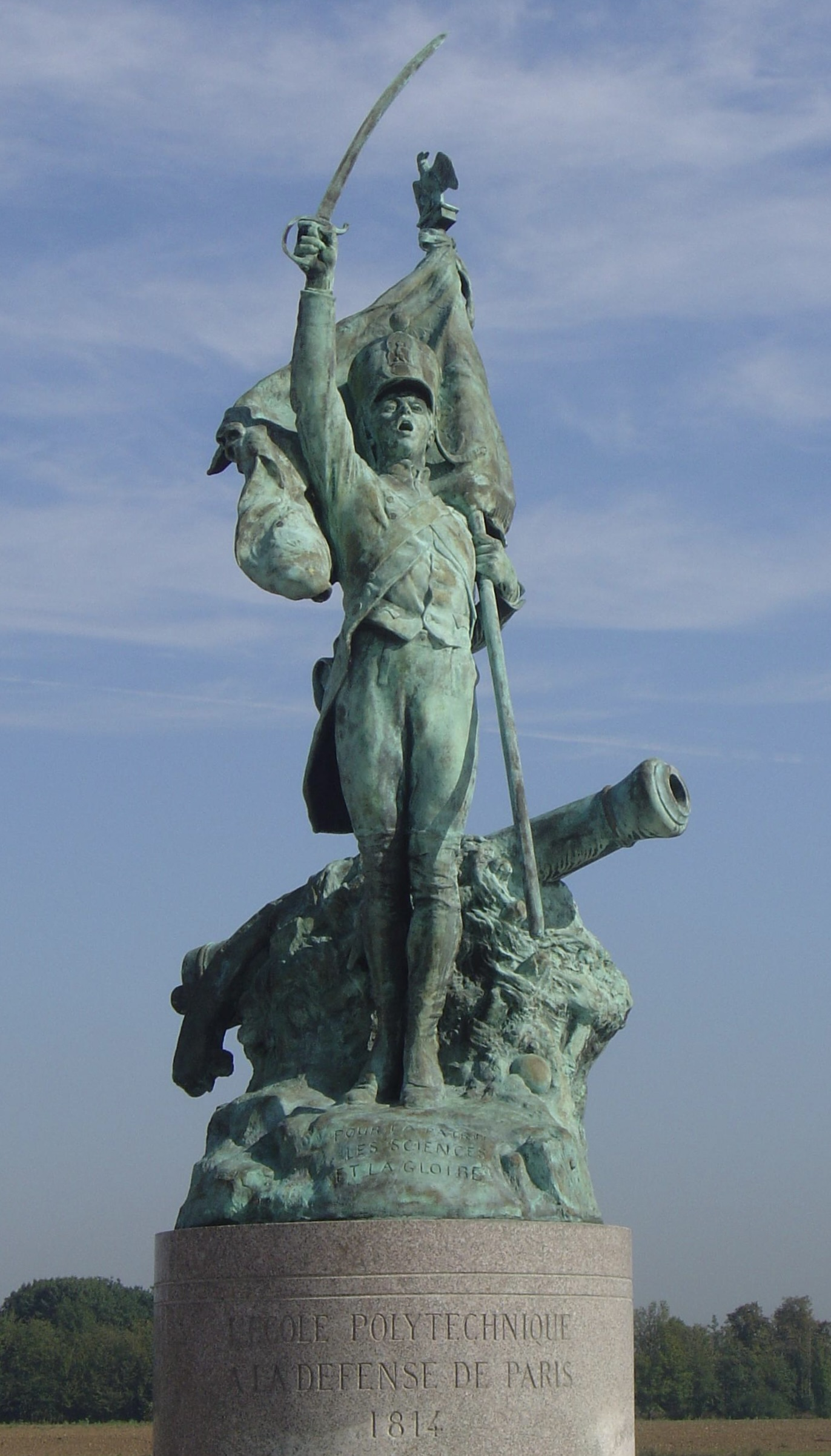
パリ防衛戦（1814年）への学生参加を描いたエコール・ポリテクニークを記念する像。

当時、エコール・ポリテクニークはパリ防衛戦の影響から兵営ともなって軍事教練もおこなわれたが、コントは優秀な教授による日々の講義を楽しみ、啓蒙思想家の著作やフランス革命の記録、アメリカ独立に関する文献を読み漁り、フランス革命が旗印とした「自由・平等・友愛」の精神を柱とした学生生活を送っていた。
しかし、歴史は急展開を見せる。1815年、流刑地のエルバ島を脱出して北上、パリを奪取したナポレオンは再び帝位についた（百日天下）。コントもフランスの勝利に期待を抱いていたが、ブリテン・プロイセン連合軍にワーテルローの戦いに敗北した。結局、ナポレオンは退位を宣言、フランスは王政復古を果たす。王党派であった両親と異なり革命に感化を受けたコントは王政復古に強い憤りと絶望を感じたという。コントは後輩のヴァラに宛てて、こう語った。
17歳のコントは優秀な学生であったが、王政復古への憤りと軍隊式生活の窮屈さから急進的で反抗的な学生となっていた。自暴自棄な素行不良が見られた。たびたび娼館に出かけるといった件で叱責を受け営倉送りの処分を受けている。そのため教授陣から目を付けられ、復習教師とのトラブルが原因で退学に追い込まれてしまう。学業優秀なだけに卒業間際の退学処分はコントにとって極めて不本意なことで、コントの内面の中で社会に対する不信感が高まっていく。エコール・ポリテクニーク校退学はコントの人生の大きな転機となった。その後、コントの学友たちはエコール・ポリテクニークに復学していくが、コントは地元のモンペリエに帰郷してしまい、復学を選択しなかった。ここからコントの新しい挑戦が始まる。

### 転機
その後のコントは、進路の方向性を先輩のベルナール将軍が新天地のアメリカで計画していた学校設立と教員募集に情熱を傾けた。
コントは一旦パリに戻り、時代と自信の思想を綴った短編の『省察録』を執筆した。「人類、真理、正義、自由、祖国」といったスローガンが掲げられ、「1793年体制と1816年体制との比較を論じて、フランス民衆に訴う」と記され、「元エコール・ポリテクニーク生徒。コント。1816年6月」と署名されている。『省察録』において、コントはフランスがアンシャン・レジームの悪弊を脱却するべく始まったフランス革命が失敗に終わった点を非難した。また、ナポレオン戦争とフランス第一帝政下の専制と戦乱、復古王政の反動に対する嫌悪感が表明されている。1793年にはフランスで国王ルイ16世の処刑があり、ジャコバン派の指導者ロベスピエールの恐怖政治が猛威を振っていた時代である。また、ルイ18世が亡命先から帰国したのだが、1816年は王政復古後の反動によって南フランスで政府による大規模な弾圧が実行された「白色テロ」（王党派による弾圧）の時代となっていた。

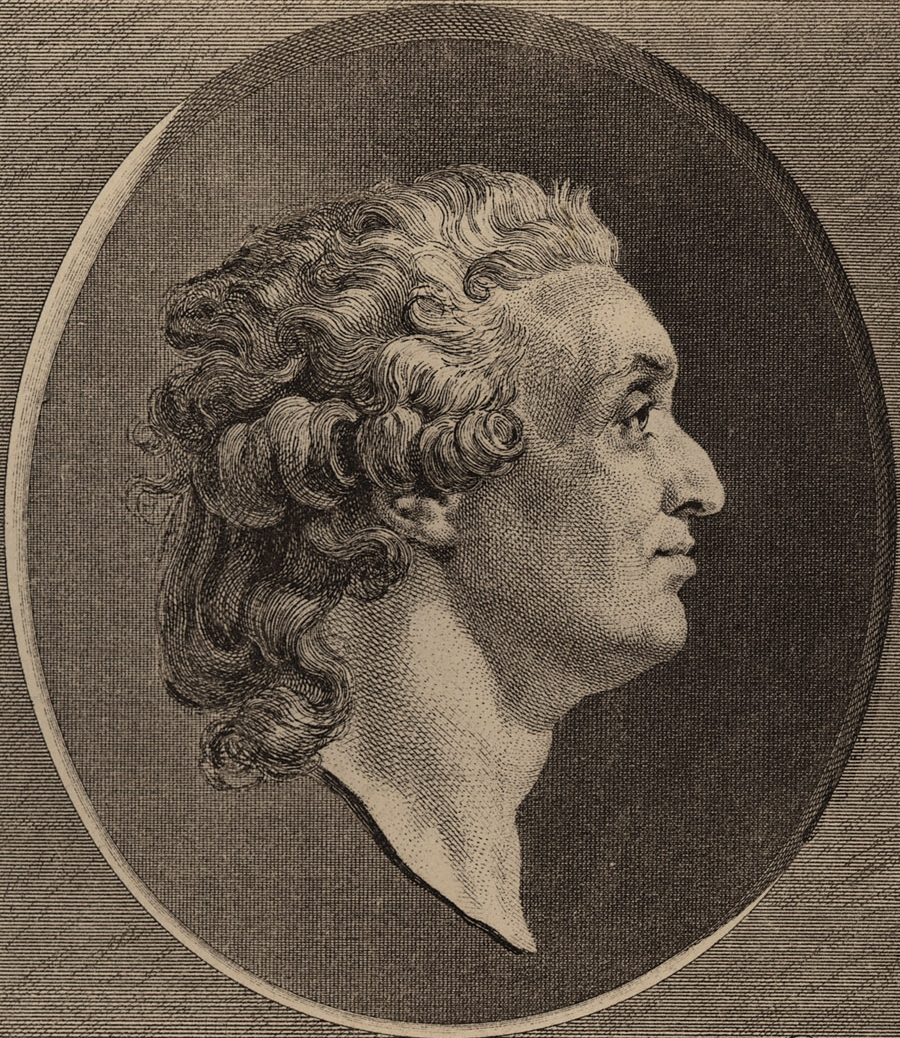
最後の啓蒙思想家ニコラ・ド・コンドルセ

こうした混沌とした時代の中で、コントはフランスの立て直しの必要性を切実に感じており、コンドルセやモンテスキュー、ルソーやヴォルテールを研究したほか、アメリカ合衆国憲法の勉強もしていた。また、モンジュやラグランジェの数学と数学史における業績を研究、科学と歴史との関係を考察して両者の綜合を認識し始めていた。とりわけ、『人間精神進歩の歴史』（フランス語: Esquisse d’un tableau historique des progrès de l’esprit humain）を執筆したコンドルセの影響は絶大で、進歩主義の歴史哲学や「社会数学」という学問的な試みに強い感化を受けた。コンドルセの思想は、コントが後に体系化する「三段階の法則」に重要な着想を与えた。翌年1817年、こうしたコントの希望を裏切るように、ベルナール将軍からアメリカでの新学校設立の無期延期を伝える手紙が届き、渡米を断念したのである。しかし、コントはフランスにおいて学問への情熱を高めていった。同時にそれはこれまで信奉していた啓蒙思想との決別も意味していた。
転機となったのはアンリ・ド・サン＝シモンとの出会いである。

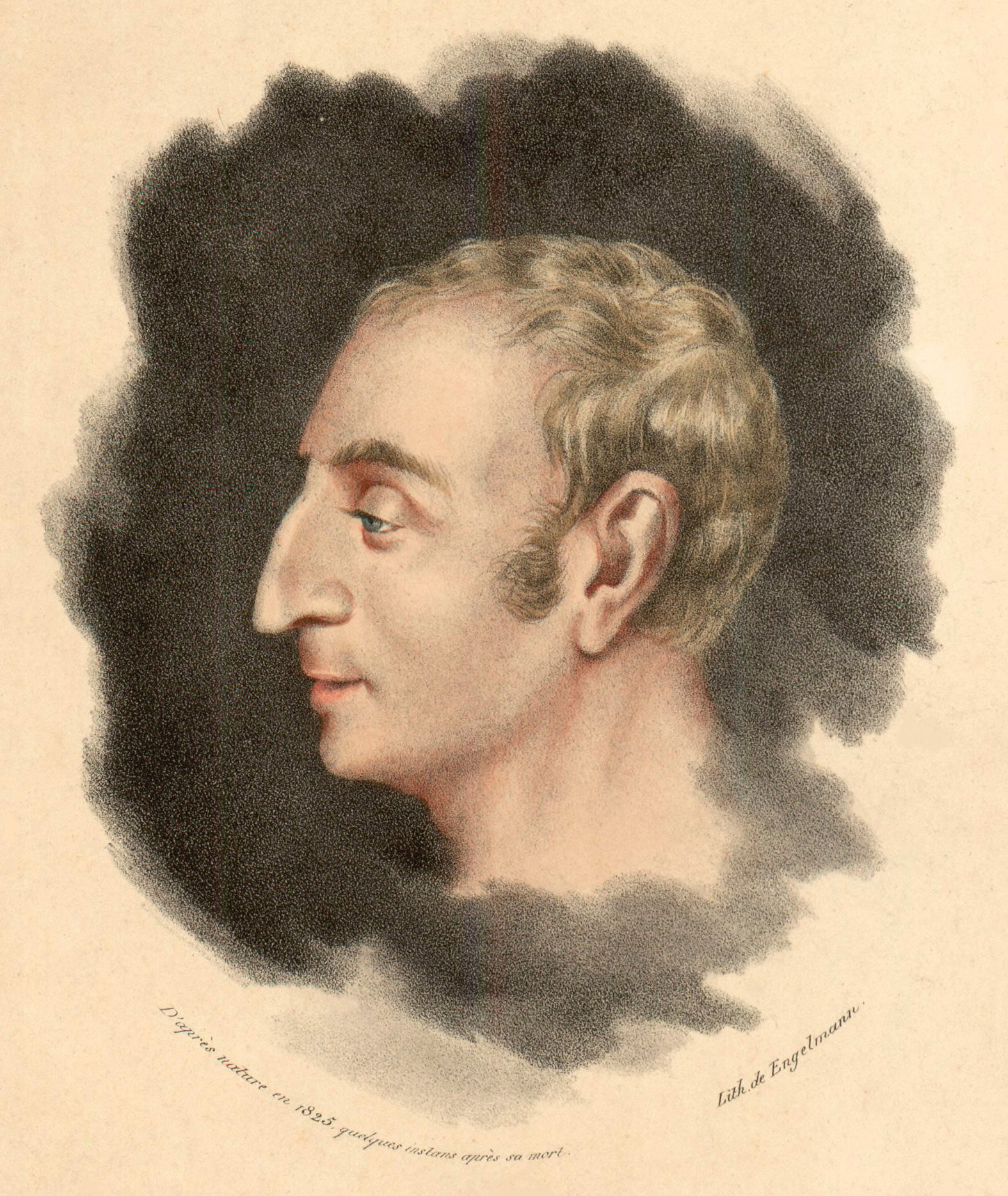
19世紀初めのアンリ・ド・サン＝シモンの肖像

1816年8月、18歳となっていたコントは秘書を募集していたサン＝シモンの下で助手を務めるようになった。毎月300フランを支給される契約となっていたが、サン＝シモンが破産状態で経済難にあることを知るとコントは俸給を辞退して、数学の家庭教師をしながらサン＝シモンを支えるようになった。それだけの魅力を知ったためである。
サン＝シモンは伯爵位を持つ貴族出身の人物で革命前までは裕福な生活をしていたが、革命の動乱の中で零落しており、コントが出会ったときにはすでに56歳で困窮した老人であった。彼は16歳で軍に入隊してアメリカ独立戦争に参加して名を馳せた人物で、フランス革命期には投機家として活動していたが、投機を危険視するフランス政府によって逮捕され、リュクサンブール宮殿の監獄に投獄された。知人や友人をギロチン刑に奪われていくなか、ロベスピエールがテルミドールの反動で処刑され、釈放された後もナポレオン帝政、王政復古を経験していた。当然ながら啓蒙思想が説く悪戯な観念に反感を抱いており、老齢に達しながらも情熱に燃えて多くの弟子を抱えて、「反革命」（合理主義に基づく「秩序と進歩」）を柱に科学・産業・政治の再編を模索していた人物であった。ナポレオン戦争が終結した1815年以降、サン＝シモンはジャン＝バティスト・セイをはじめ気鋭の学者たちとサロンで交友し、これからは無意味な革命や戦乱の時代ではなく、産業と経済発展の時代だと考えていた。このようにして、サン＝シモンはコントの新しい「父」となり、科学的手法による「社会再組織」という考え方を愛弟子コントにもたらした。コントはその喜びを翌年の1817年初夏に、友人ヴァラへの手紙でこう語っている。

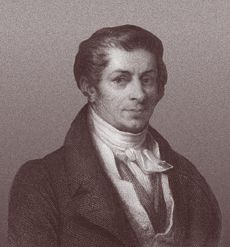
古典派経済学者ジャン＝バティスト・セイ

コントはヴァラに以上のように勧めている。この手紙でコントが語ったことは「一切の知識は相対的であるから、観察された事実に基づくべきであって、これまでの仮定的な思想を拒絶する必要がある」というもので、十八世紀的な啓蒙思想への決別表明となり、やがて哲学から科学への転換点に生きたオーギュスト・コントの生涯にわたるモットーとなった。しかし、コントはこれまでの形而上学の観念に対して役割の終焉を宣告したが、過去に研究され探求された課題をすべて無意味としたわけではない。書簡内からはすべての知識と観念には発展の道筋があり、発展の道筋を歴史的に分析することが可能な「科学」の対象であることが確認されている。この着想はさらに発展されていく。
また、書簡からはコントが新しい科学に関心を広げていたことが読み取れる。当時の経済学はアダム・スミスの頃のような道徳科学ではなく、ジャン＝バティスト・セイによって理論的な体系化が進められ、学問として自立しつつあった。だが、経済学へのコントの強い関心は、フランスの経済事情も影響していた。この見解は師サン＝シモンと自分自身の貧しい状態から来るものであると同時に、パリの労働者家庭の恐ろしいまでの貧困に対する憂慮が背景にある。コントは労働者階級についてこう語っている。
コントが生きた時代は社会科学と社会主義の黎明にあたる時代であった。サン=シモン、コントの社会学が「反革命」の立場から社会秩序や社会構造を研究対象としたのに対して、ロバート・オウエンやシャルル・フーリエの社会主義は労働者の団結を呼びかける運動へと発展していった。さらに後に19世半ばに現れたチャーティスト運動とカール・マルクスの共産主義は再び革命を目指すようになった。社会主義に対して、コントは師サン=シモンとともに階級対立ではなく、「社会再組織」への研究を進めていった。

### 独立

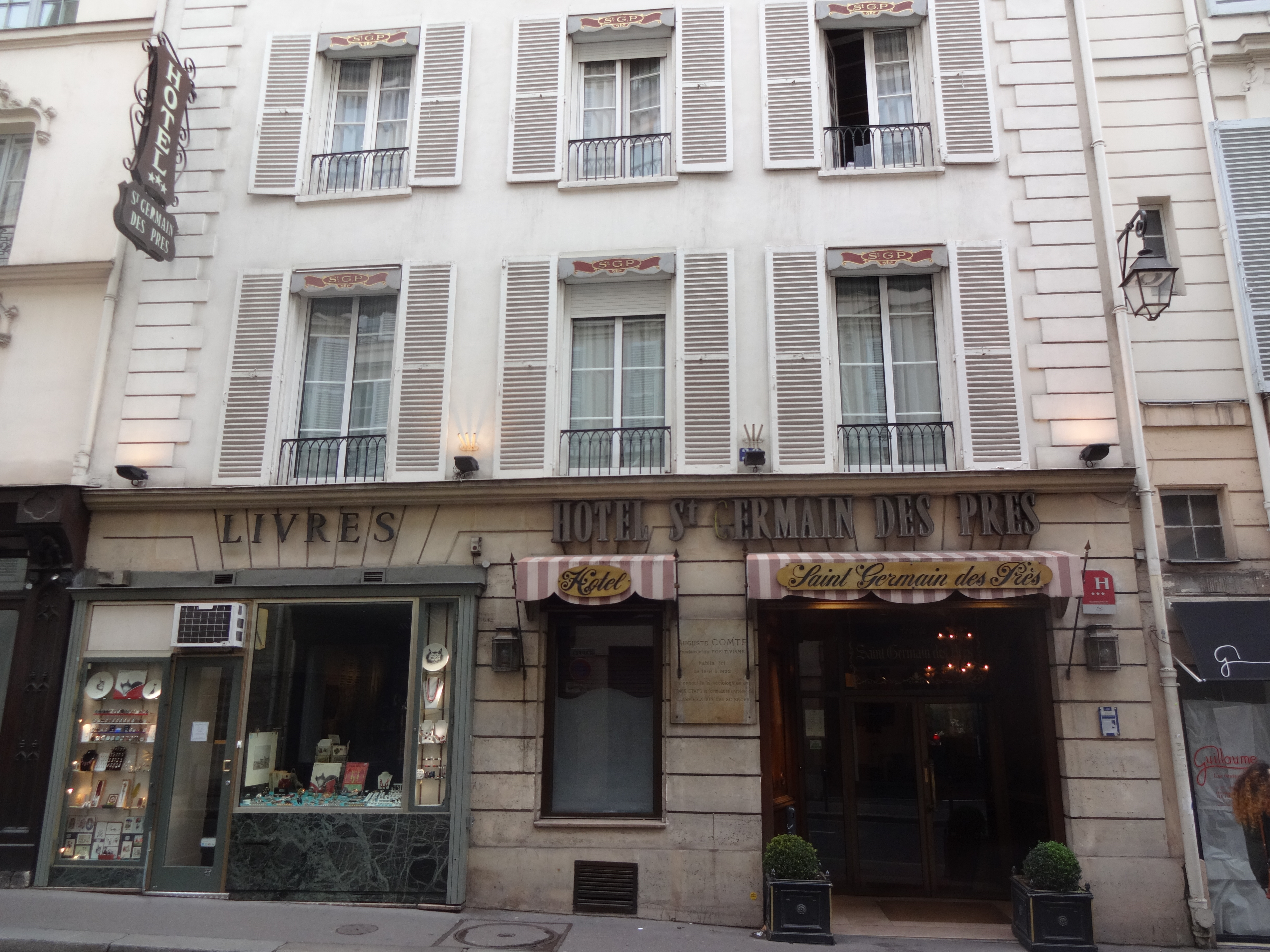
コントが1818年から1822年まで暮らしていた現パリ6区ボナパルト通りのアパート (36 Rue Bonaparte, 75006 Paris)。

コントはパリの学生街カルチエ・ラタン界隈でアパート暮らしをしながら、サン=シモンの下で研鑽を積んだ。サン=シモンが語り、コントが体系的に執筆していくという師弟関係が成熟して、多くの成果を生み出していった。しかし、1820年に入るころには博学優秀なコントは、サン=シモンから大部分の思想を習得していた。20歳を迎えたコントは師のサン=シモンから精神的に思想的に決裂していき、やがて独立を果たすようになった。
1822年、オーギュスト・コントが24歳の頃、『社会再組織に必要な科学的作業のプラン』（フランス語: Prospectus des travaux scientifiques nécessaires pour réorganiser la société、1822）を発表した。
本書は啓蒙思想に対する批判で始まり、フランス革命がアンシャン・レジームを破壊するところまでは良いが、その後の新社会の原理とならなかった点が責められた。コントは、過去の安定的な秩序と未来への革新的な進歩という二つの原理の争いを超えて、現実味のある処方箋を示すことが動乱の社会に対する緊急の課題であると考えていた。産業革命によって工業化を果たしつつあるフランスに適した法や制度を制定していくこと、学者や産業者（資本家と労働者）が中核となって構成された政府が主導する「上からの近代化」が必要であると説いた。
そのために、中世からフランス革命に至るフランス史の流れが総括された。コントは、先ず、科学史や精神史を切り口として、人間社会の歴史的発展を理論化していき、歴史の法則性の中に新社会の原理を示そうと試みた。次いで、新しい「産業社会」の確立を目指して提案したコントの社会発展論は、「人間が精神の変化に従って、神学（想像的）－形而上学／哲学（理性的・論理的）－科学（観察、実証的）」という過程を単線的にたどるように、社会は軍事的（物理防御重視）－法律的（基礎的ルール重視）－産業的という過程を単線的にたどり、発展するという歴史モデルを提示した。それぞれが三つの段階をたどることから「三段階の法則」(フランス語: Loi des trois états)と呼ばれる。
コントは、モンテスキューとコンドルセの事業を継承しながら、天文学や物理学のような政治や社会の法則を導き出し、社会科学を啓蒙思想のレベルから「社会物理学」という形態の観察科学のレベルに向上させるべきであると主張した。そして、科学的手法によって社会が必要とする政策を立案して、国家の発展を目指していくべきだと説いた。コントは自身が提唱する実証的な科学研究のレベルに政治学が到達し、学問の向上によって「科学的政治」が実現すれば、「人に対する支配」が終わり「物に対する支配」へと統治のあり方が変化して専制の時代は終焉するという予測を示した。
この著作はコントの思想を端的に表現した文献となり、以後の研究の方向性を決定づけるものとなった。コントはサン=シモンから学ぶ点を全て吸収してしまい、1824年までにサン=シモンと絶縁して思想的に自立することを選択した。しかし、サン=シモンは貧困を苦にして1823年3月9日にピストル自殺を試みて片目を失うも失敗、1825年にこの世を去ることとなった。オーギュスタン・ティエリやコントを含めて弟子たちによって営まれた葬儀の後ペール・ラシェーズ墓地に埋葬された。

### 結婚と危機
サン=シモンとの決別と死を契機に、コントは更なる挑戦を始める。

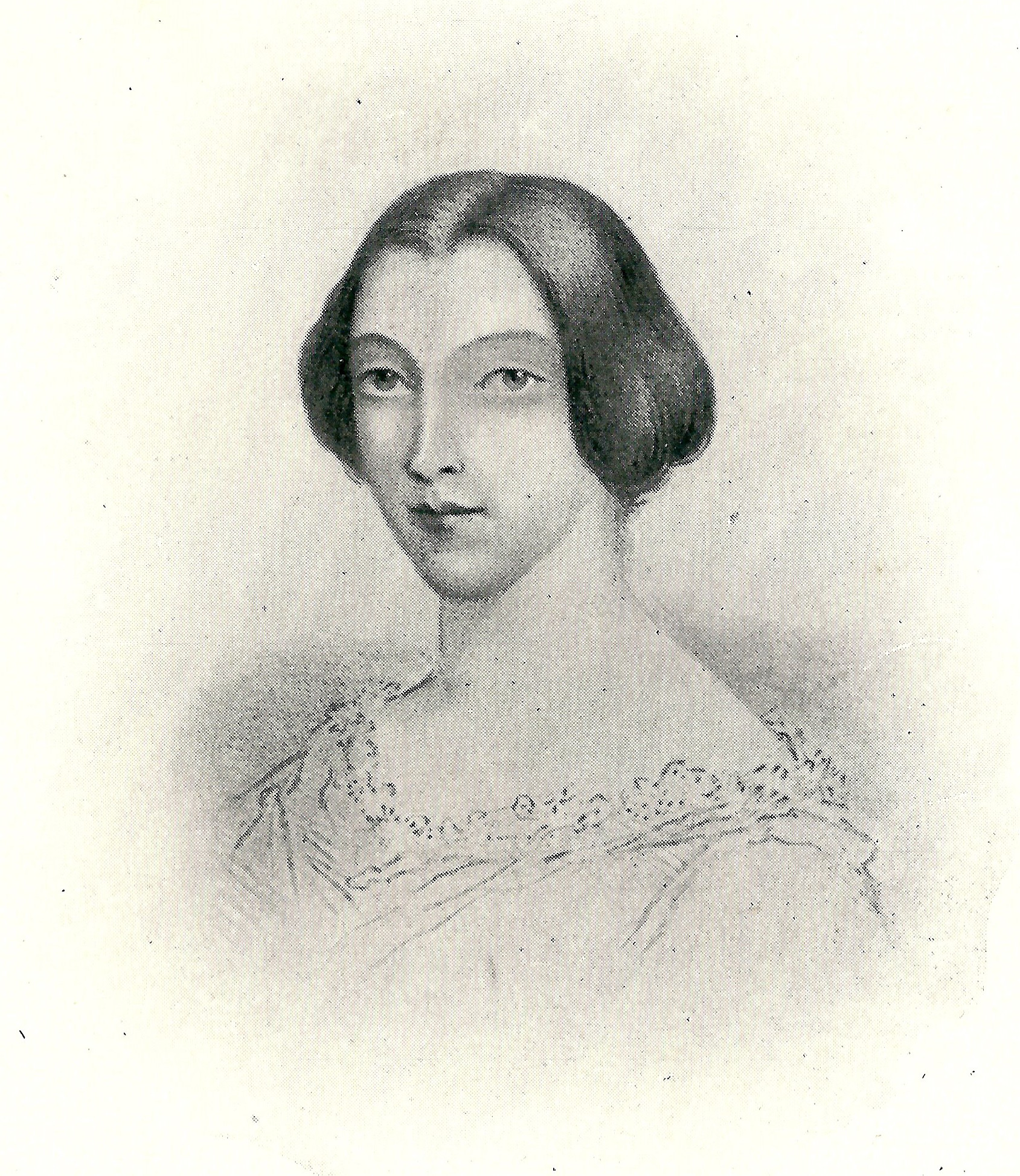
妻のカロリーヌ・マッサン。

1824年、下院議長秘書や下院議員を務めたほか、サン=シモン派の雑誌『生産者』の編集長だったアントワーヌ・セルクレという若手弁護士と親交していた。セルクレはカロリーヌ・マッサンという元娼婦の女性と交際していた。
カロリーヌは1802年、シャティヨン＝シュル＝セーヌで田舎役者の父と下着職人の母の間に生まれ、貧しい労働者として育った。娘に母から売春で稼ぐよう強いられて、まもなく警察から娼婦として登録された。こうした中でセルクレがカロリーヌの母に金を渡して彼女の更生を手助けするようになったのだ。コントはこの二人に数学を教えていたのだが、カロリーヌはセルクレに捨てられてしまったため、コントと交際を始めた。彼女はコントと交際中も素行不良のために度々警官に職務質問を受けて尾行されていた。
こうした状況を憂慮してコントは結婚を決意、公証人シャルル・シャンピオンがパリ第4区区役所に婚姻届を提出、1825年2月19日、数学教授オーギュスト・コント27歳と下着職人カロリーヌ・マッサン22歳の結婚が成立した。この結婚は、結婚以外に道のない女と結婚のチャンスのない男の結婚であった。しかし、コントはこの結婚を半年も経たずに「失敗」と考えるようになった。原因は夫の貧困と妻の不忠実さであった。
1826年1月下旬、コントは『実証哲学講義』と題する講義を彼のアパートの一室で開講した。案内状によると講義は一年で完結、全72回の予定で開講した。この講義には、動物学者アンリ・ブランヴィル、エコール・ポリテクニックの恩師だった数学者ルイ・ポワンソ、ドイツの地理学者アレクサンダー・フンボルト、経済学者シャルル・ディノワイエなど高名な研究者が聴講に集まってきた。コントの才能を見込んだ学者たちが集まったとはいえ、若干28歳の青年が当代随一の学者を相手に開設した講義で、その光景は奇妙なものだったという。また、セルクレもこの講義に出席していた。
第一回は、講義の目的や実証主義の精神を紹介するイントロダクション。第二回は諸科学のイエラルシーについて講義し、第三回は数学を講義した。しかし、第四回でコントが突然の休講、原因は精神疲労であった。コントは講義の準備に追われ、社会学についての構想を披露するに当たって、極度の緊張の結果に精神異常をきたしてしまったのである。また、新婚の妻カロリーヌが夫を置いて家出したのである。カロリーヌは生活苦を理由に売春して金を稼いでいた。コントは妻の不貞に悲嘆にくれながらも仕事に追われており、収入も少なく生活に窮している惨憺たる状況にあった。
コントは静養を目的にパリを離れて郊外のモンモランシーにいた。家を空にして蒸発した夫が心配になり、カロリーヌはコントを探し出しようやく再会を果たした。彼女は興奮状態のコントに精神科での治療を受けるように薦めた。コントは精神科医エスキロールの元で入院したが、治療は捗らなかった。事態を重く見たコントの母は息子を禁治産者とする手続きを取って、カロリーヌと離縁させようとしたが失敗に終わり、結局、コントは治療せずに退院していった。母は息子夫婦を郷土のモンペリエに連れて帰り、二人にカトリックの結婚式を挙げさせた。まもなくコントはパリに戻ったものの精神状態はなかなか回復しなかった。

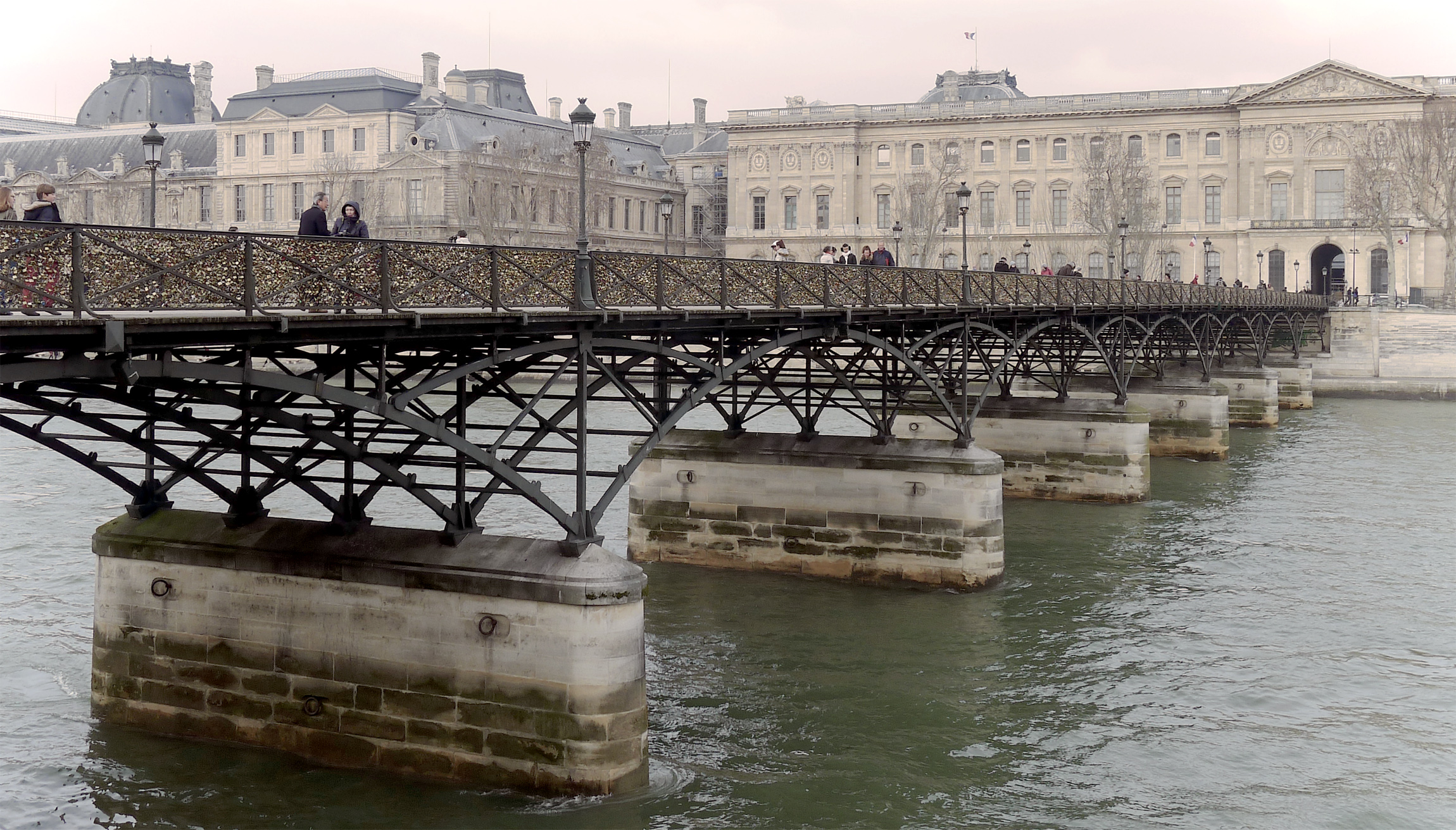
ポンデザールとルーヴル宮殿

1827年4月、ついにコントはルーブル博物館に近い芸術の橋ポンデザールから身を投げ入水自殺を試みた。しかし、通りがかりの近衛仕官がコントを救出して、コントは一命を取り留めた。これが契機になってコントは回復を遂げていく。ただし、これ以降も、1838年、1842年、1845年に、人生の転機や重要な著作の執筆に着手するのにあたって度々精神異常を起こしている。治療費と療養中の生活費を用意してくれた父親からの借金も嵩み、仕事に復帰しなければならなかった。再び、『実証哲学講義』を再開させたが、受講生は以前よりも増えて、狭いアパートでは済まなくなり、広い間取りのアパートに転居している。

### 実証主義の完成
『実証哲学講義』は最初の第一巻の刊行に着手する段階に到達して、1830年7月に出版された。
この1830年7月は七月革命の年に当たり、シャルル10世が退位してオルレアン公ルイ・フィリップが王位に即位した。また、コントはこの講義とは別に証券取引所に近いブティ・ペールの区役所ホールを借りてプロレタリアートのための科学に関する無料の公演会を開催した。この公演は18年間続けられ、1844年『通俗天文学』と呼ばれる著作に纏められた。この『通俗天文学』の序論が『実証精神論』となった。この『実証精神論』はコント思想の要約としての地位を占めていった。

コントによる「科学分類の方法」。上図：数学から社会学へと一般性と抽象性が減少して個別具体的な論点へと知識が移行していく点、下図：数学から社会学へと現象の複雑性が増すという点を表している。

『実証哲学講義』の授業が完結するのは1829年の冬であった。講義の中断中にコントが自殺未遂事件を起こすなどの試練を経て講義を終えたコントは、この講義をもとに書物としての『実証哲学講義』の刊行に取りかかる。1830-1842年までの12年間で、コントは全六巻にわたる『実証哲学講義』（フランス語: Cours de philosophie positive、1830年-1842年）を書き上げていき、諸科学の性格を総括してそのイエラルシーを体系化、独自の科学哲学を開いていく。本書は近代科学の総決算としての性格を帯びており、学術研究のすべてを自然科学から社会科学へと横断的に取り扱ったもので、その結果、コントの生涯で最大の業績となった。
ここでの論点は大きく分けて二つ挙げられる。まず、「科学分類の方法」を用いて、諸科学の体系化を進めた。学問の体系を数学から発展して物理学、化学、生物学を経て、抽象から具体へと発展する、概念から自然を経て人間へと到達するものとして構築していった。そして、最終的には人間社会を対象とする学問、社会学（総合社会学）に到達するという科学的精神の発展の見取り図を描いた。さらに、物理学を理想的な科学モデルとする実証主義の研究方法論を打ち出して科学研究の領域と手法を定めた上で、実験と観察による法則的な事実の探求を近代科学の基礎とした。コントは、コンドルセの思想を発展させて「三段階の法則」に基づくヨーロッパ世界の近代化論を提示し、科学史と社会変動論を歴史学に織り込んだ歴史哲学を構想した。科学と人間精神の発展過程を科学史によって後付け、人間の文化的段階・社会的段階がどのようにして神学的/形而上学的/実証主義的段階へと発展していったのかを詳細に論じた。
1842年夏、『実証哲学講義』の最終巻が出版され、全六巻四千頁に上る12年間の事業を完成された。まもなく、コントは大作となった『実証哲学講義』のコンパクトな解説書として『実証精神論』（フランス語: Discours sur l'esprit positif, 1844年）を書いた。

### 不遇と友情

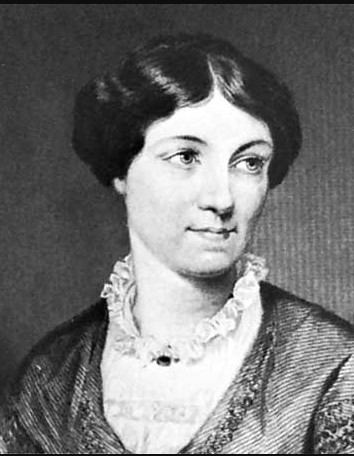
中年期のカロリーヌ・マッサン

華々しい業績を上げていくコントは、幸福に恵まれなかった。
1832年、コントは年俸は2000フランでエコール・ポリテクニックの復習教師に任命され、1837年に年俸は3000フランで入試試験官として1851年まで勤務した。また塾で数学を教え、家庭教師の仕事にも従事し、3000フランを稼いでおり、また雑収入を合わせて１万フランの収入をもつようになった。これにより、コントはようやく安定収入をえるが、せいぜい夫婦二人が切りつめて暮らせるぐらいの収入であったといわれる。
コントは教授職など自分の能力に合ったより高い地位を望んでいたが、コントの研究や学問構想は認められていなかったばかりか、総合科学者であったコントに対する専門家の評価は厳しかったのである。チャンスがやって来ては去るを繰り返すなかで、コントは陸軍大臣スールト元帥に面会して教授職への推薦を要望して面会したが結局、試みは失敗して復習教師や入試試験官という地位に甘んじることになった。
職業的大成に挫折したことに加えて、コントを苦しめたのは家庭問題であった。
その原因は妻カロリーヌの度重なる不貞である。彼女は夫の稼ぎの悪さを非難して事あるごとに喧嘩をし、1842年6月15日の大喧嘩では「庭つきの綺麗なアパートを与えてくれるならすぐに出て行く」と口にした。カロリーヌは一度ならず幾度（1826年、1833年、1838年、1842年の四回目は決定的別居）も家を空けて放蕩を重ねた。そのたびに大金を持って帰宅してコントの生活を支えた。コントの自尊心は傷つけられ、感情的に打ちひしがれることが多くなった。

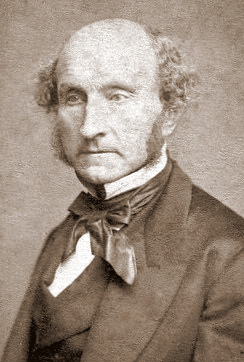
1865年のジョン・スチュアート・ミル。

また、カロリーヌは知的で純粋なコントとは異なり、世慣れした女性で、苦労性のコントと生き方が違っていた。二人は互いに理解し合い支えあえる関係を築けないまま、1842年に別れてしまう。ただし、二人はその後も手紙による連絡を取り続け、コントもカロリーヌを嫌いながらも別居中の生活費として毎年3000フランを支払っていた。
コントは、人生において理不尽な不遇の境遇におかれていたものの、著名な学者や知識人と交友を持った。
交流をもった著名人の一人がジョン・スチュアート・ミルである。1820年、早熟の天才ミルは14歳にしてフランスに渡り、サン=シモンやセイと交流している。彼は幼少期からコントの文献も読んでいたが、成人してからベンサム的な功利主義にしだいに疑問を抱いていく。ミルは自身が語る「精神的危機」に直面する中で、糸口をフランスの合理主義思想に探し始めていく。こうした経緯から、1841年『実証哲学講義』を執筆中のコントの思想にミルは夢中になっていき、11月8日にコント宛てに書簡を送付して二人は交流をもつ。思想的に立場がかなり異なる二人であったが人間的に理解しあうところが多く、コントがクロティルドを失った翌年に当たる1847年5月7日まで続けられた。

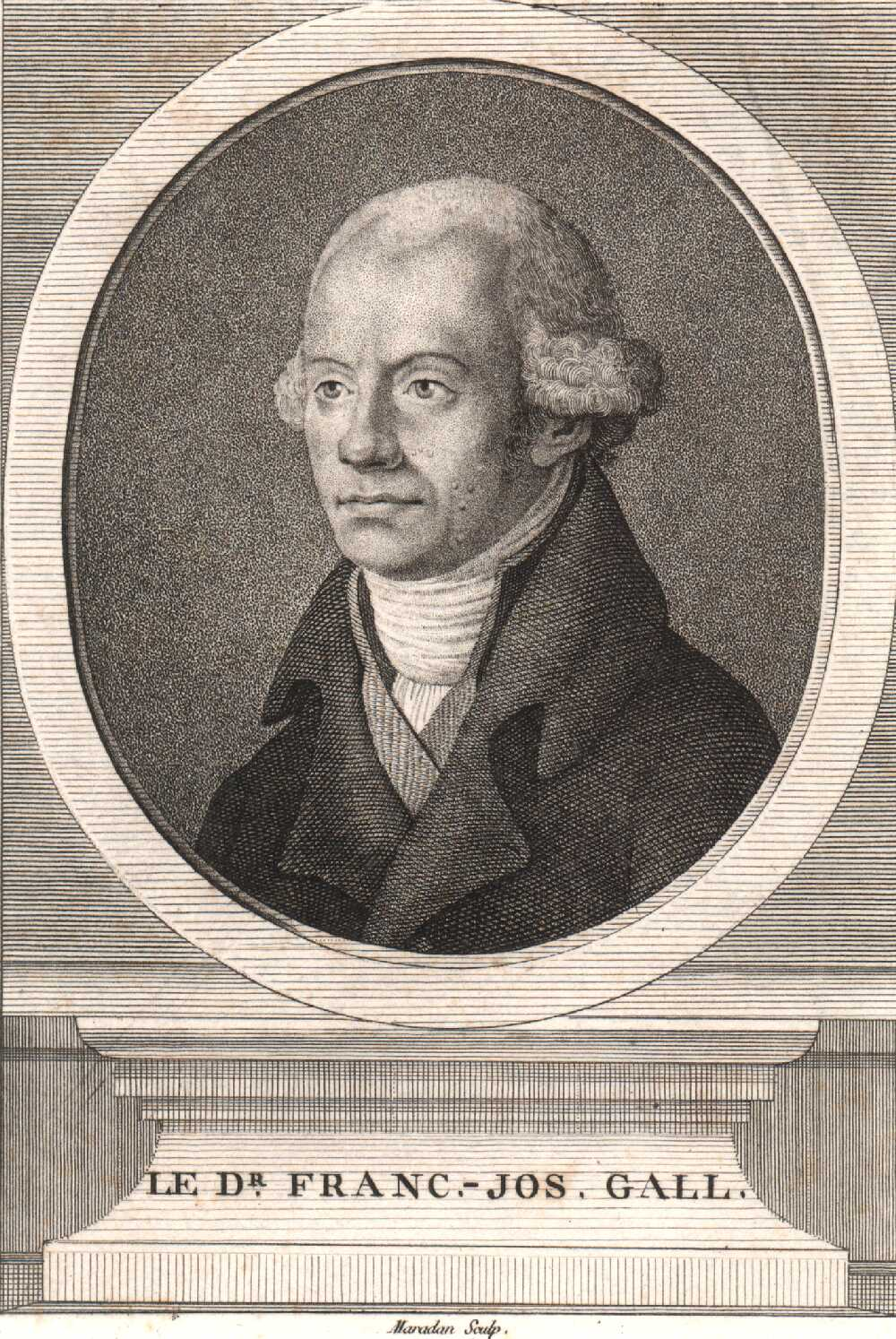
ガルの肖像

とりわけ、ミルが方法論的個人主義（ミクロ的手法）に立って人間性から心理学的に物事を捉えようとしたのに対して、コントは方法論的集合主義（マクロ的手法）の観点から人間を社会的単位から歴史的に考察しようとした。コントの立場は『論理学体系』（1843年）を執筆中のミルの思考方法にも影響を与えた。調査によって得られたデーターが既知の法則に適合するか否かを検証して既存の知識の修正を進めていく科学手法「逆演繹法」という方法論をミルにもたらした。こうした点から考えると不可解だが、コントはミルに「精神衛生上好ましくない」として自著の『実証哲学講義』や少数の古典文献以外は読まないほうが良いと薦めていた。1840年代になるとコントは経済学や心理学におけるミクロ理論を拒絶し始め、自分の世界観に閉じこもるようになっていたようだ。清水幾太郎氏によれば、レオン・ワルラスの一般均衡理論を知るほど長寿であれば、精神異常を起こしていたに違いないと言われている。20世紀以降、社会学はコントが構想した綜合化に基づくマクロ的なシステム論が提示される一方で、これに対置するように社会的行為理論などミクロ理論に基づく研究モデルが提起されている。コントの期待とは裏腹に、社会学の研究手法が個別領域を扱うようになって専門化しはじめ、この潮流が進行するに従って研究は領域社会学のかたちに特殊化・分化を遂げながら発展している。
そして、コントが柔軟性の欠如を表し、ミルと決定的に異なる立場をなしたのが女性観であった。
広く知られていることだが、ミルはエルヴェシウスの影響から男女平等と教育の万能性を主張する代表的な女性解放論者であった。これに対して、コントはヘーゲルの『精神現象学』に基づいた当時の内省的手法による心理学の風潮を拒絶していたのだが、コントは生理学や神経解剖学に強い関心を寄せており、フランツ・ヨーゼフ・ガルの脳機能局在論と骨相学の影響を受けていた。ガルは人間の先天的不平等、男女間の異質性を強調しており、コントは平等に対して懐疑的であったため、男女の不平等性を支持していたのである。コントによれば、「女性は子供同然である」という考え方が存在していた。ミルはコントの見解に反対を表明したが、コントはなかなか聞き入れようとしなかった。だが、コントの男性優位的な思考を変える出来事が後に起こっている。

### 人類教と晩年

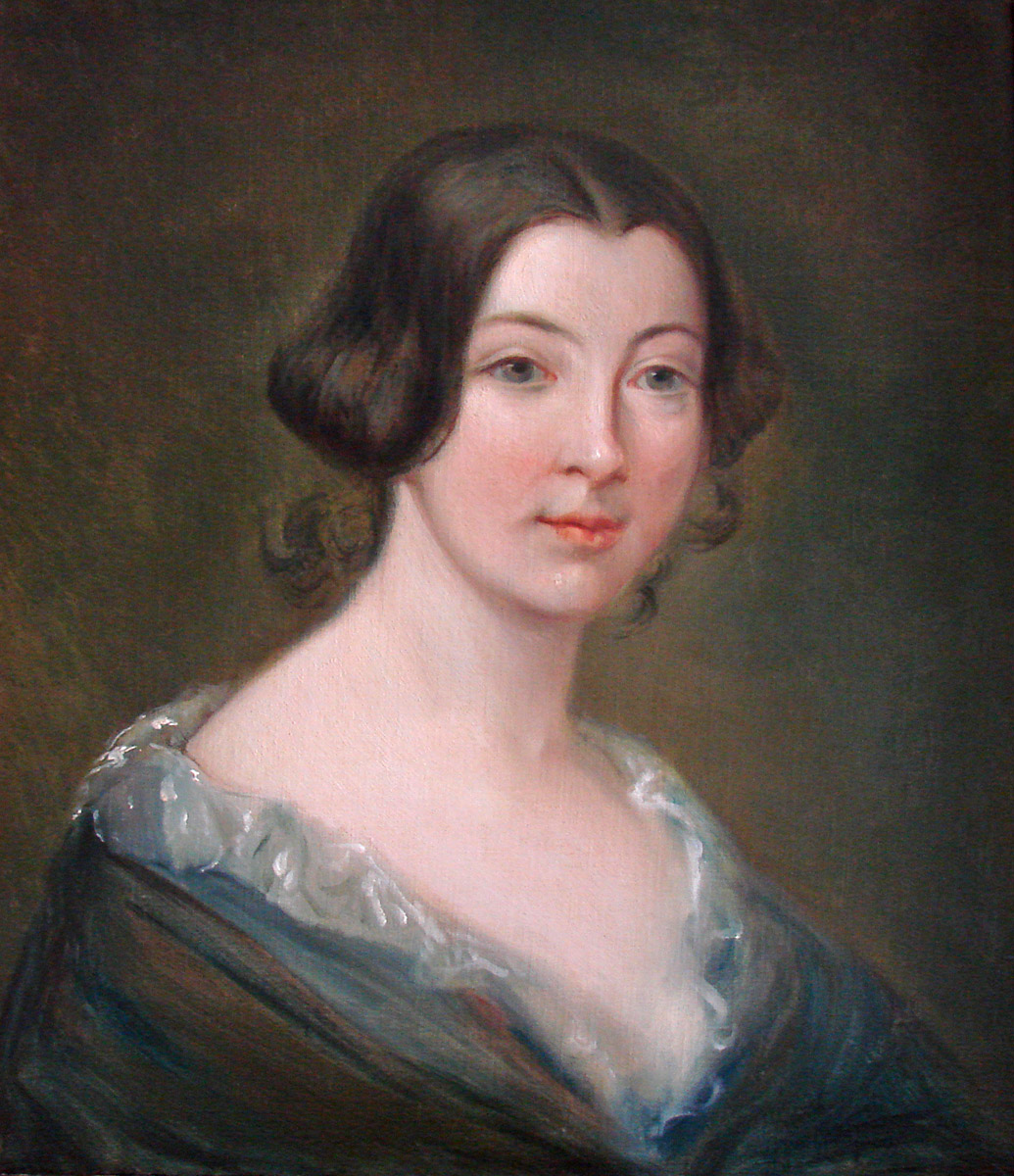
コントの最愛の女性となるクロティルド・ド・ヴォー

晩年のオーギュスト・コントの肖像画

1846年くらいからのコントを「後期コント」ということがある。晩年期に入ったコントに劇的な転機が到来したのである。
求職のために活動していたコントは頻繁に各界の有力者を訪ねていた。陸軍大臣スールト元帥に面会したのも、エコール・ポリテクニックの卒業生で弟子のマキシミリアン・マリの父ジョゼフ・シモン・マリ将軍に取り次ぎを依頼してのことであった。コントは空しい結果に終わった求職活動の中で一人の若く美しい女性に出会う。それが、マキシミリアンの姉クロティルド・ド・ヴォーである。
出会った時、コント46歳、クロティルド29歳であった。
コントは長年の苦労の結果この時期にはすでに老けこんでおり、背は低く脚は短く腹が出た、頭は禿げ始めた落ちぶれた老人という外見であった。一方、クロティルドは肖像画に見られるように若く美しい女性で、軍人家庭の娘で大変教養があって文学に精通した才媛であった。彼女は収税官のアメデ・ド・ヴォーと結婚していたが、夫がギャンブルで借金を重ねてベルギーへと蒸発したため、弟夫婦の近所で一人暮らしをしていた。当時、クロティルドはアルマン・マラストが発行していた『ル・ナショナル』に不幸な女性の悲運の生涯を描いた小説『リュシー』を発表している。
コントはそんな魅力あふれる一人の女性クロティルドに出会い、一目惚れをしてすっかり魅了されてしまうのである。
しかし、現実には彼女は夫に捨てられて貧しい生活を余儀なくされていたばかりか、このときにすでに結核と思われる不治の病魔に侵されていた。コントは彼女に90通ちかくの情熱的な恋文を送り、次第に彼女も心を開いていったのか、短い返信が多かったもののコントの手紙に返事を続けて、最終的に181通の往復書簡を交わしていく。コントはクロティルドに求愛して二人はやがて親密な関係となっていき、大恋愛の中で結婚を約束するが、死を前にしたクロティルドに拒絶されたため、この約束は結局果たされなかった。1847年4月5日、コントが看取る中でクロティルドは若い生涯を終えてしまう。彼女はペール・ラシェーズ墓地のマリ家の墓所に埋葬された。
最愛の女性を亡くしたのち、コントの思想と行動に変化が生じていった。

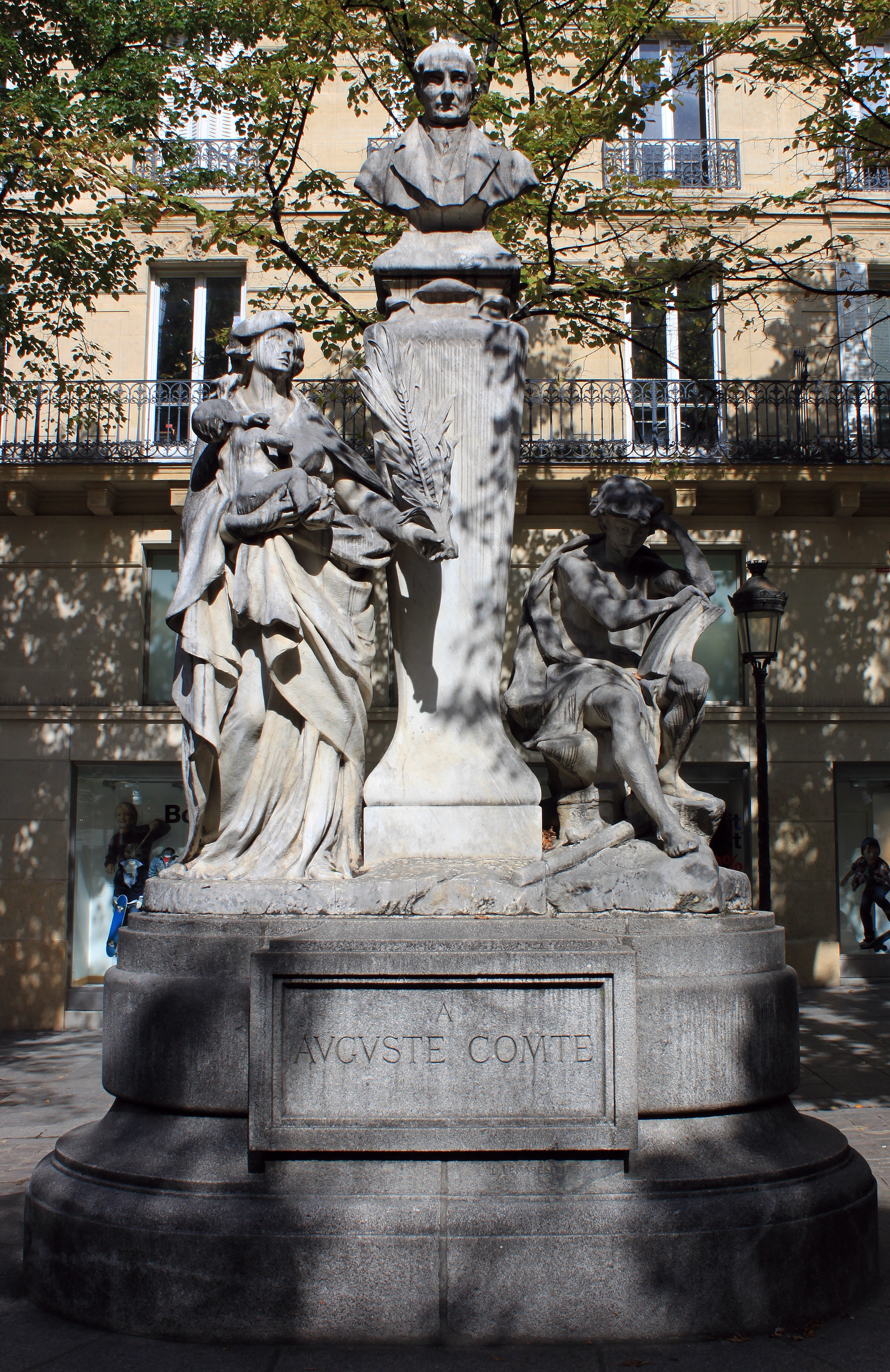
ソルボンヌ大学の門前に建立されたコントの記念碑。左がクロティルド。

コントは葬儀の後もクロティルドを失った悲しみを引きずり、クロティルドを聖女として毎週水曜日に墓所に詣で、日々を聖女の礼拝をおこなう祈りの人となっていった。祈りを通じて、コントの心中で愛する科学と愛する女性と人類愛が宗教的に融合していくようになる。これまで「秩序と進歩」をモットーにしていたコントは、「愛を原理とし、秩序を基礎とし、進歩を目的とする」というように、実証主義こそが人類愛の精神を体現したものだと説くようになった。最終的には「人類教」という宗教を提唱する。やがて、コントの内面の中ではクロティルドへの愛、母ロザリ・ポワイエへの愛、メイドのソフィ・ブリオへの愛の結果、三人は天使になっていく。
『実証政治学体系－人類教を創始するための社会学概論』（全4巻，フランス語: Systéme de politique positive, ou de Sociologie instituant la Religion de l'Humanité，1851-54）がこの時期の代表作である。本書は第一巻で一般的見解を提示、第二巻で社会静学、第二巻で社会動学を取りあつかい、最後の第四巻は特徴的な思想を加えようとした。科学的精神のみでは人間的な魂に欠けており社会秩序の安定は図れないと考えていた。かつてジャン＝ジャック・ルソーが『社会契約論』において「市民宗教」を重視したように、コントも社会の統合を可能とする宗教精神の再興「人類教」の創設を論じたのである。
科学と産業による近代化の結果、社会は階級制度によって深く分断される資本主義経済に従属していた。産業革命後に成立した資本主義経済は生産力の爆発的向上をもたらしたが、一方でブルジョア階級とプロレタリアート階級の分裂を生じさせ、貧困の階級的固定化を招いた。これが深刻な食糧危機、社会不安を生み出し、ついに1848年のフランス革命が勃発、全欧州が1848年革命という動乱に巻き込まれていく。大統領ルイ・ナポレオンが1851年12月2日のクーデターを起こして議会反対派を一掃し、皇帝に即して第二帝政を開始した。
こうした歴史の動乱は天才たちに危機を感じさせた。
若き天才カール・マルクス（1848年段階で30歳）は共産主義による労働者の解放と革命による社会矛盾の克服による人間の回復という道筋を開いていった。対して、コントの場合は師であるサン=シモンと同様、突破口を社会主義や階級闘争ではなく、近代科学の頂点に位置する社会学と人類愛の受け皿となる宗教に求めていった。サン=シモンが新キリスト教を提唱したように、人類教を提唱したのである。なお、人類教は一時期世界の各地で信者をえた。ブラジルなど一部の地域では今日も人類教の信者がいる。客観的手法としての実証科学から主観的方法としての宗教精神への回帰、これが「後期コント」が提示した解答であった。

### 死とその後
1857年5月末、コントは友人の葬儀に出席して風邪をひいて悪化させていた。結局、彼は寝込んでしまい、クロティルドの墓所に通うことができなくなったが、単なる風邪に留まらず致命的な病気を抱えていたのである。病魔の正体は癌だった。何度も吐血し後、9月5日早朝、近代科学の巨星オーギュスト・コントは世を去った。コント59歳であった。

## 思想

### 三段階の法則
1822年、オーギュスト・コントは、過去の安定的な秩序と未来への革新的な進歩という二つの原理の争いを超えて、現実味のある処方箋を示すことが動乱する社会によって緊急の課題であると考え、新しい社会の確立を目指して「社会を再組織するために必要な科学的な作業のプラン」を提案した。コントの社会発展論は、「人間が精神の変化に従って、神学（想像的）－形而上学／哲学（理性的・論理的）－科学（観察、実証的）」という過程を単線的にたどるように、社会は軍事的（物理防御重視）－法律的（基礎的ルール重視）－産業的という過程を単線的にたどり、発展するというもの。それぞれが3つの段階をたどることから「三段階の法則」（フランス語: Loi des trois états)と呼ばれる。

### 社会学
オーギュスト・コントは、「予見するために観察する。予知するために予見する」（フランス語: Voir pour prévoir, prévoir pour prévenir.）の名言で広く親しまれている社会学の創始者である。その思想は、ニコラ・ド・コンドルセの『人間精神進歩の歴史』で描かれた進歩思想と同様の見解を採用している。
コントによると、数学、天文学、物理学、化学、生物学と進んだ精神の歴史は、社会学で完結していく。社会学は「実証哲学」（フランス語: Philosophie Positive）の全体系を集約する学的領域として位置づけられた。コントは市民社会の危機を克服する政治・経済の学問的知識を含めて、これからの社会の姿を予見し、これを予知し、諸現象を実証する社会動学（フランス語: Dynamique sociale)と、現在の社会を分析するための社会静学（フランス語: Statique social)とを社会学の構成要素として提示し、双方からのアプローチを研究の基礎に置いた。
教育学にも重要性をおき、実証主義教育及び教育組織を社会的再構成のための有力な手段として重視した。
フランス革命後の市民社会の危機の克服を目途とし、現代社会の分析と実証により、再組織の原理の確立につとめた。知的要素に重点をおき、主観的要素が社会を動かすことに着目し、この両者の相反する動力学が社会を遷移させるものであるとの帰結から、実証主義的教育論の重要性を認知し、自ら、工芸協会（フランス語: Association Polytechnique）を設立し、一般労働者向けの天文学の講義を18年間継続して運営した。無産者教育の実践、社会進歩の理念、思想家としての社会の科学的分析を実証主義によって行い、社会学の創始者のみならず、広義の哲学者として実践的な活動の裏づけをともなう業績から、のちのカール・マルクスに与えた影響は、社会学の域を超え、思想家としての巨匠として後世に多大の影響を残している。

### 人類教

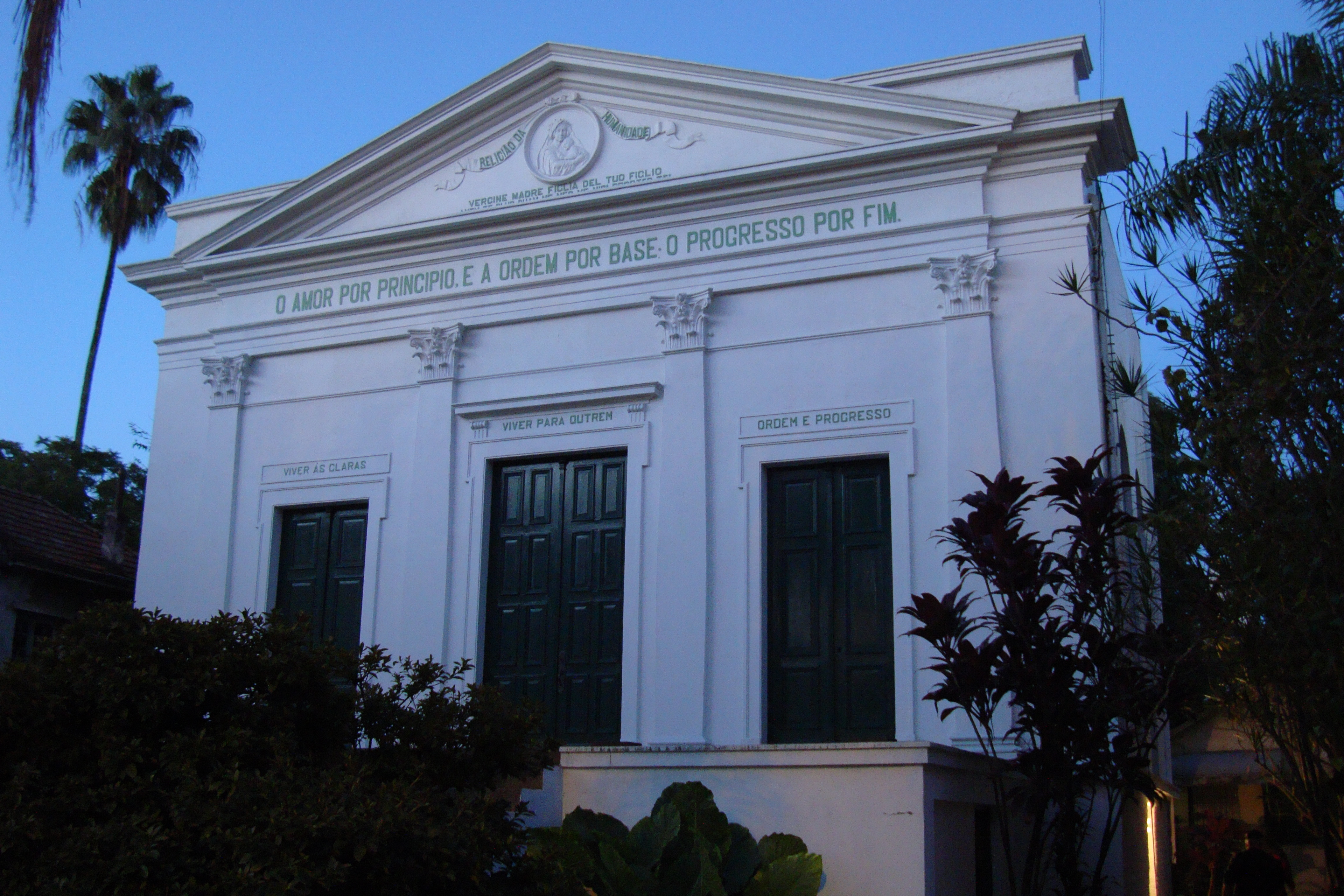
ブラジルの沿岸都市ポルト・アレグレに所在する人類教の寺院

## 主な著作
- 社会再組織に必要な科学的作業のプラン（フランス語: Prospectus des travaux scientifiques nécessaires pour réorganiser la société、1822）。
- 実証哲学講義（フランス語: Cours de philosophie positive、1830年-1842年）。本書は、六巻構成である。
- 通俗天文学の哲学的汎論（フランス語: Traité philosophique d'astronomie populaire、1844年）。
- 実証精神論（フランス語: Discours sur l'esprit positif、1844年）。
- 実証政治学体系（フランス語: Système de politique positive、1851年-1854年）。本書は、四巻構成である。

### 日本語訳
- 『実証哲学(上下)』石川三四郎訳　1931春秋社
- 『社会再組織の科学的基礎』飛沢謙一訳 1937 岩波文庫
- 『実証的精神論』田辺寿利訳 1938 岩波文庫
- 『世界大思想全集 [第2期] 第9 (社会・宗教・科学思想篇 第9(コント・スペンサー))』河出書房新社 1960（社会再組織に必要なる科学的工作案(土屋文吾訳) 科学および科学者に関する哲学的考察(土屋文吾訳) 実証精神論-秩序と進歩(飛沢謙一訳)
- 『世界の名著 36　コント・スペンサー』中央公論社 1970　(霧生和夫訳) 社会再組織に必要な科学的作業のプラン,実証精神論,社会静学と社会動学
- 『ソシオロジーの起源へ』杉本隆司訳 白水社 2013 (白水iクラシックス. コント・コレクション)
- 『科学=宗教という地平』杉本隆司訳・解説 白水社 2013 (白水iクラシックス. コント・コレクション)

## 日本の研究書
- 田辺寿利『コント実証哲学』岩波書店 1935 (大思想文庫
- 本田喜代治『コント研究 その生涯と學説』小石川書房 1949
- 清水幾太郎『オーギュスト・コント 社会学とは何か』1978 (岩波新書)  ちくま学芸文庫、2014
- J.S.ミル著,村井久二訳『コントと実証主義』木鐸社(思想史ライブラリー)1978

## 逸話
ブラジルの国旗の白い帯に記されている「秩序と進歩」（Ordem e Progresso）はコントの言葉である。

## 日本のコント研究者
- 田辺壽利
- 本田喜代治
- 清水幾太郎

### 外国語文献
- Mary Pickering, 英語: Auguste Comte, Volume 1: An Intellectual Biography , Cambridge University Press (1993), Paperback, 2006.
- Mary Pickering, 英語: Auguste Comte, Volume 2: An Intellectual Biography, Cambridge University Press, 2009a.
- Mary Pickering, 英語: Auguste Comte, Volume 3: An Intellectual Biography, Cambridge University Press, 2009b.

### 邦語文献
- 清水幾太郎『オーギュスト・コント―社会学とは何か』岩波書店、1978年。
- 清水幾太郎『オーギュスト・コント』筑摩書房、2014年。
- オーギュスト・コント、ハーバート・スペンサー 著、清水幾太郎 訳『世界の名著 36 コント/スペンサー』中央公論新社、1970年。
- フリードリヒ・ハイエク 著、佐藤茂行 訳『科学による反革命――理性の濫用』木鐸社、1979年。
- 松山大学人文学部 編『松山大学論集第17巻第2号』2005年。
  - 千石好郎「オーギュスト・コントの社会再組織論」『松山大学論集第17巻第2号』2005年。
- ラテン・アメリカ政経学会 編『ラテン・アメリカ論集第27巻』1993年。
  - 三橋利光「秩序と進歩、そして愛のゆくえ一ラテンアメリカのコント実証主義の二大展開と意義一」『ラテン・アメリカ論集第27巻』1993年。
- 一橋大学社会学部 編『一橋論叢第130巻第2号』2003年。
  - 杉本隆司「オーギュスト・コントの歴史哲学と社会組織の思想 : フェティシズム論からの解読」『一橋論叢第130巻第2号』2003年。
- 桃山学院大学社会学部 編『社会学論集第51巻第1号』2017年。
  - 宮本孝二「ギデンズのコント研究」『社会学論集第51巻第1号』2017年。
- 同志社大学法学部 編『同志社法學第51巻第1号』1971年。
  - 畑安次「ソリダリスムの法理論 : その思考方法と論理構造」『同志社法學第51巻第1号』1971年。